# Adam Rainer

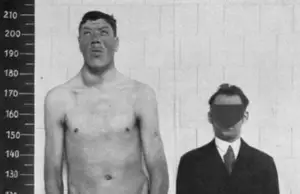
Adam Rainer (links), um 1930

Adam Rainer (* 1899 in Graz; † 4. März 1950) war ein Österreicher und gilt als einziger Mensch, der vom  Kleinwüchsigen zum Riesen wurde.

## Leben
Als Kind normalwüchsiger Eltern wurde Adam Rainer bis zu seinem 21. Geburtstag als sehr klein, dünn und schwach beschrieben. 1917 und 1918 wurde ihm deshalb verweigert, in die Gemeinsame Armee einzutreten und am Ersten Weltkrieg teilzunehmen. Bei zwei Musterungen wurde  eine Körpergröße von 138 cm und 143 cm gemessen. Ab etwa 1920 setzte ein extremes Körperwachstum mit Akromegalie ein. Seine Schuhgröße betrug 53. Auf dem rechten Auge wurde er fast  blind, auf dem linken Ohr fast  taub. Zugleich entwickelte sich eine Kyphose.
Zwei Ärzte untersuchten ihn eingehend zwischen August 1930 und Mai 1931. Bei einer Körpergröße von 216 cm fand sich ein Hypophysenadenom, das für das enorme Wachstum verantwortlich war. Oskar Hirsch entfernte das Adenom. Als Rainer mit 50 Jahren gestorben war und  kremiert wurde, hatte er eine Körpergröße von 233,7 cm erreicht. Der Verbleib seiner Asche ist öffentlich nicht bekannt.